# Curiquinca
Curiquinca é um estratovulcão que atravessa a fronteira entre Bolívia e Chile. Encontra-se imediatamente E de Cerro Colorado e NE do vulcão Escalante (El Apagado), Todos os quais são considerados como parte do grupo vulcânico Sairecabur. A área de luz atrás da montanha faz parte de um grande depósito de enxofre, a localização da - agora abandonada - minas de enxofre "Azufrera El Apagado" no lado chileno e sua contrapartida "Azufrera Rosita" no lado boliviano da fronteira.